# Routes E6x
Pour un article plus général, voir Route européenne.
 (novembre 2024).
Si vous disposez d'ouvrages ou d'articles de référence ou si vous connaissez des sites web de qualité traitant du thème abordé ici, merci de compléter l'article en donnant les références utiles à sa vérifiabilité et en les liant à la section « Notes et références ».
Routes européennes de type 6x[pas clair].

## Routes de classe A
| Routes E | Am.(*) | Trajet                            | Itinéraire elbruz.org | Article(s) Wikipedia | Autres liens |
| -------- | ------ | --------------------------------- | --------------------- | -------------------- | ------------ |
| E 60     | (*)    | Brest (F) - Constanța (RO)        | E60                   | E60                  | -            |
| E 61     | -      | Villach (A) - Rijeka (HR)         | E61                   | -                    | -            |
| E 62     | -      | Nantes (F) - Gênes (I)            | E62                   | E62                  | -            |
| E 63     | -      | Sodankylä - Turku (FIN)           | E63                   | -                    | -            |
| E 64     | -      | Turin - Brescia (I)               | E64                   | -                    | -            |
| E 65     | -      | Malmö (S) - Chaniá (GR)           | E65                   | E65                  | -            |
| E 66     | -      | Fortezza (I) - Székesfehérvár (H) | E66                   | -                    | -            |
| E 67     | -      | Helsinki (FIN) - Prague (CZ)      | E67                   | -                    | -            |
| E 68     | -      | Szeged (H) - Brașov (RO)          | E68                   | -                    | -            |
| E 69     | -      | Nordkapp - Olderfjord (N)         | E69                   | -                    | -            |

(*) Voir ci-dessous dans la section « amendement(s) »

## Routes de classe B
| Routes E | Am.(*) | Trajet                              | Itinéraire elbruz.org | Article(s) Wikipedia | Autres liens |
| -------- | ------ | ----------------------------------- | --------------------- | -------------------- | ------------ |
| E 601    | -      | Niort - La Rochelle (F)             | E601                  | -                    | -            |
| E 602    | -      | La Rochelle - Saintes (F)           | E602                  | -                    | -            |
| E 603    | -      | Saintes - Limoges (F)               | E603                  | -                    | -            |
| E 604    | -      | Tours - Vierzon (F)                 | E604                  | -                    | -            |
| E 606    | -      | Angoulême - Bordeaux (F)            | E606                  | -                    | -            |
| E 607    | -      | Digoin - Chalon-sur-Saône (F)       | E607                  | -                    | -            |
| E 611    | -      | Lyon - Pont-d'Ain (F)               | E611                  | -                    | -            |
| E 612    | -      | Ivrée - Turin (I)                   | E612                  | -                    | -            |
| E 641    | -      | Wörgl - Salzbourg (A)               | E641                  | -                    | -            |
| E 651    | -      | Altenmarkt im Pongau - Liezen (A)   | E651                  | -                    | -            |
| E 652    | -      | Klagenfurt (A) - Naklo (SLO)        | E652                  | -                    | -            |
| E 661    | -      | Balatonkeresztúr (H) - Zenica (BIH) | E661                  | -                    | -            |
| E 662    | -      | Subotica (Serbie YU) - Osijek (HR)  | E662                  | -                    | -            |
| E 671    | -      | Timişoara - Oradea (RO)             | E671                  | -                    | -            |
| E 673    | -      | Lugoj - Deva (RO)                   | E673                  | -                    | -            |
| E 675    | (*)    | Constanța (RO) - Kardam (BG)        | -                     | -                    | -            |

(*) Voir ci-dessous dans la section « amendement(s) »

## Amendement(s): extension ou modification du réseau
- E 60 : extension Asie par Poti
- E 675  : nouvelle route Constanța − Agigea − Negru Voda (RO) - Kardam (BG)
- Les routes E691 et E692 concernent de nouveaux itinéraires en Asie.

Suivant amendements à l'accord européen sur les grandes routes de trafic international (doc. TRANS/SC.1/2001/3 du 20/07/2001 et TRANS/SC.1/2002/3 du 09/04/2002)